# أنطوانيت ساسو نغيسو
أنطوانيت ساسو نغيسو (وُلِدَت 7 مايو 1945 في برازافيل) هي معلمة متقاعدة وشخصية عامة كونغولية، صارت السيدة الأولى لجمهورية الكونغو منذ 1997بصفتها زوجة الرئيس ديني ساسو نغيسو. كما كانت السيدة الأولى كذلك في الفترة بين عامي 1979 و1992 خلال الفترة الرئاسية الأولى لزوجها.

## السيرة الذاتية
وُلِدت ساسو نغيسو باسم أنطوانيت لويمبا تشيبوتا في 7 مايو 1945، في برازافيل، وهي ابنة باسكال لويمبا تشيبوتا وماري-لويز جيمبو اللذين ينحدران من كاكامويكا. انفصل والداها عندما كانت طفلة. تزوجت والدتها لاحقًا بزوجها الثاني، فرانسوا غالو بوتو، وهو نسيب أنطوانيت جبيتجبيا جوجبي يتين (توفيت 1977)، الزوجة الأولى لرئيس جمهورية زائير، موبوتو سيسي سيكو. عُرِفَت والدة ساسو نغيسو باسم «ماما بوتو غالو» وتوفيت في يناير 2005 ودفنت في مقبرة جومبي في كينشاسا في جمهورية الكونغو الديمقراطية المجاورة. بعد طلاق والديها، ترعرعت ساسو نغيسو في مدينتي بوانت- نوار وبرازافيل. التحقت بالمدرسة الإعدادية في كلا المدينتين، ثم التحقت بكلية البنات في مويوندزي.
ساسو نغيسو هي معلمة متقاعدة. ترأست ساسو نغيسو منظمة غير حكومية تسمى منظمة مساعدة الكونغو (بالفرنسية: la Fondation Congo Assistance) منذ تأسيسها في 7 مايو 1984.
تصطحب السيدة الأولى معها مصفف شعرها الشخصي، أميدي إبونو، في كل أسفارها الرسمية.
استدعيت ساسو نغيسو للمثول أمام القضاء الأمريكي خلال سفرها إلى العاصمة واشنطن في 2016. يعود أصل القضية إلى نزاع مستمر منذ 1980 بين الشركة الأمريكية كوميشمبكس (بالإنجليزية: Commisimpex) والحكومة الكنغولية تحت حكم الرئيس ديني ساسو نغيسو بسبب خلاف على الديون. تصر الشركة أن حكومة ساسو نغيسو لم تدفع أتعابها. استدعيت السيدة الأولى ساسو نغيسو للمثول أمام القضاء الأمريكي ليتم استجوابها عن أصول أملاك عائلتها والموارد المالية الحكومية. تجاهلت أنطوانيت ساسو نغيسو أمر الاستدعاء ولم تظهر أمام المحكمة.
تظل عائلة ساسو نغيسو موضع العديد من التحقيقات القانونية والمالية في الولايات المتحدة وفرنسا. صادرت وزارة العدل الفرنسية مجمعًا عقاريًا تم شراؤه باسم أنطوانيت ساسو نغيسو في الدائرة السابعة عشرة في باريس.